# فلای بغداد
فلای بغداد (به انگلیسی: Fly Baghdad) یک شرکت هواپیمایی با کد یاتا IF است که در تاریخ ۱۵ژوئیه ۲۰۱۴ میلادی تأسیس شده و در تاریخ ۱۵ ژوئن ۲۰۱۵ فعالیتش را آغاز کرده‌است.
دفتر مرکزی فلای بغداد در شهر بغداد کشور عراق واقع شده‌است و قطب این شرکت هواپیمایی در فرودگاه بین‌المللی بغداد قرار دارد و به ۱۴ مقصد، پرواز مستقیم انجام می‌دهد.
در سال ۲۰۲۴، آمریکا این شرکت را به دلیل کمک به جابجایی نیروها و تجهیزات نظامی سپاه پاسداران تحریم کرد.

## مقصدهای پروازی
بنا بر داده‌های اکتبر ۲۰۱۵ میلادی، مقصدهای پروازی فلای بغداد به شرح زیر است:

### مسافربری

مقصدهای پروازی فلای بغداد

|  | قطب           |
|  | مسیرهای آینده |

## ناوگان هوایی
ناوگان هوایی فلای بغداد به شرح زیر است:
- فرودگاه بین‌المللی بغداد
- هواپیمایی عراق